# Spodoptera enunciatus
Spodoptera enunciatus är en fjärilsart som beskrevs av Lucas 1892. Spodoptera enunciatus ingår i släktet Spodoptera och familjen nattflyn. Inga underarter finns listade i Catalogue of Life.